# António José de Almeida
António José de Almeida, portugalski zdravnik in politik, * 27. julij 1866, Penacova, Portugalska, † 31. oktober 1929, Lizbona.
Almeida je bil predsednik Portugalske med letoma 1919 in 1923.